# Sarah Brannon
Sarah Brannon (1 de diciembre de 1997) es una modelo estadounidense que ha ganado reconocimiento por su estilo marimacho en la New York Fashion Week. Brannon llamó la atención de Riccardo Tisci, director creativo de Givenchy, que la contrató para el evento primavera/verano 2015. Es conocida por su trabajo con Alexander Wang. Ha desfilado para Alexander McQueen, Raf Simons, Versace, Altuzarra, Calvin Klein, Michael Kors, Helmut Lang, Oscar de la Renta, Diane von Furstenberg, Tom Ford, Fendi, Jean Paul Gaultier y Louis Vuitton, entre otros.
Models.com ha colocado a Brannon en la "Hot List" y "Top 50" y la nominó como "Estrella sorpresa" en 2015. Ha figurado en la portada de Numéro.